# سارة كينيدي
سارة كينيدي (بالإنجليزية: Sarah Kennedy)‏ هي مذيعة بريطانية، ولدت في 8 يوليو 1950 في East Grinstead ‏ في المملكة المتحدة.

## وصلات خارجية
- سارة كينيدي على موقع IMDb (الإنجليزية)
- سارة كينيدي على موقع ديسكوغز (الإنجليزية)
- سارة كينيدي على موقع قاعدة بيانات الفيلم (الإنجليزية)